# Fiume Ouémé
L'Ouémé (o Weme) è un fiume che scorre nel Benin. È il più importante corso d'acqua del paese, dopo il Niger che però, è un fiume di frontiera.

## Geografia

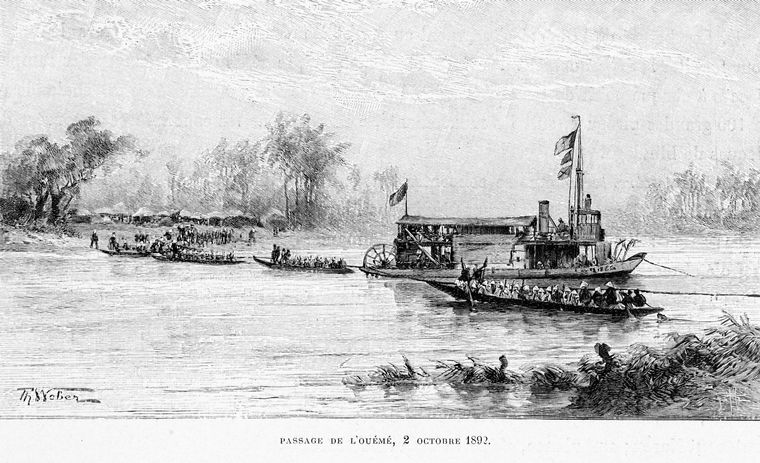
« Passaggio dell'Ouémé, 2 ottobre 1892 » da La France au Dahomey

L'Ouémé nasce nella Monti del Togo nel nord-ovest del Benin, nel dipartimento di Atacora. La sua lunghezza approssimativa è d 500 Km.
Il fiume scorre praticamente sempre in direzione sud. Alla fine del suo percorso, si divide in due rami, uno si getta nel lago Nokoué (facente parte del delta del Niger) nei pressi di Cotonou, l'altro nella Laguna di Porto-Novo. 
Lungo le sue rive prospera la foresta pluviale.

L'Ouémé è un corso d'acqua moderatamente abbondante ma irregolare. Da dicembre a maggio conosce un'importante stagione di magra.